# El Houari Attar
El Houari Attar, né à Mascara, est un wali en Algérie.

## Biographie

### Études
El Houari Attar a fait ses études secondaires durant les années 1940 dans le Lycée Djamel Eddine El Afghani à Mascara.
Ses camarades de classe étaient Benzaoucha, Benamara, Ben Miloud, Bouamrane, Laoufi Boualem, Ouenzar, Chahrouri, Kies, Tama, Ahmed Medeghri parmi tant d'autres.
Pour la plupart d’entre eux, ils ont rejoint les rangs de l’ALN, au maquis, à Oujda, à Tripoli, au Caire, à Tunis et ailleurs.
Au lendemain de l’indépendance, El Houari Attar et ses camarades de lycée se sont retrouvés de nouveau réunis, mais cette fois-ci grâce et autour d’un camarade et compagnon de lutte Ahmed Medeghri, alors nommé Ministre de l’intérieur, qui fit appel à ses anciens camarades et compagnons auxquels il a confié des postes de haute responsabilité : Directeurs centraux, Préfets, sous-préfets et autres, pour prendre part à la naissance de l’administration de l’Algérie indépendante.

### Fonctions
| N° | Fonction                        | Début             | Fin               |
| -- | ------------------------------- | ----------------- | ----------------- |
| 01 | Sous-Préfet de la Wilaya d'Oran | 15 mars 1964      |                   |
| 02 |                                 |                   |                   |
| 03 | Wali de Mostaganem              | 22 septembre 1965 | 9 octobre 1970    |
| 04 | Wali de Tiaret                  | 9 octobre 1970    | 17 septembre 1974 |
| 05 | Wali de Médéa                   | 17 septembre 1974 | 31 août 1979      |